# Saison 2006 von Super 14
Die Saison 2006 war die erste Ausgabe von Super 14, einem Rugby-Union-Wettbewerb mit 14 Franchise-Mannschaften aus Australien, Neuseeland und Südafrika. Der seit 1996 bestehende Wettbewerb Super 12 wurde um zwei Mannschaften erweitert, Western Force aus Perth (Australien) und Central Cheetahs aus Bloemfontein (Südafrika).
Die Saison begann am 10. Februar 2006 und endete mit dem Finale am 27. Mai 2006. Es wurden insgesamt 94 Spiele ausgetragen, wobei jede Mannschaft eine Round Robin gegen die 13 anderen Mannschaften austrug. Es folgten zwei Halbfinalspiele und schließlich das Finale. Meister wurden zum sechsten Mal die Crusaders aus der neuseeländischen Stadt Christchurch.

## Ergebnisse

### Tabelle
M = Amtierender Meister
|     | Team             | Spiele | Siege | Unent. | Ndlg. | Spiel- punkte | Diff. | Bonus- punkte | Tabellen- punkte |
| --- | ---------------- | ------ | ----- | ------ | ----- | ------------- | ----- | ------------- | ---------------- |
| 01. | Crusaders (M)    | 13     | 11    | 1      | 1     | 412:210       | + 202 | 5             | 51               |
| 02. | Hurricanes       | 13     | 10    | 0      | 3     | 328:226       | + 102 | 7             | 47               |
| 03. | NSW Waratahs     | 13     | 9     | 0      | 4     | 362:192       | + 170 | 9             | 45               |
| 04. | Bulls            | 13     | 7     | 1      | 5     | 355:290       | + 65  | 7             | 38               |
| 05. | Sharks           | 13     | 7     | 0      | 6     | 361:297       | + 64  | 10            | 38               |
| 06. | Brumbies         | 13     | 8     | 1      | 4     | 326:269       | + 57  | 4             | 38               |
| 07. | Chiefs           | 13     | 7     | 1      | 5     | 325:298       | + 27  | 6             | 36               |
| 08. | Blues            | 13     | 6     | 0      | 7     | 290:344       | - 54  | 5             | 29               |
| 09. | Highlanders      | 13     | 6     | 0      | 7     | 228:276       | − 48  | 3             | 27               |
| 10. | Central Cheetahs | 13     | 5     | 0      | 8     | 272:367       | − 95  | 7             | 27               |
| 11. | Stormers         | 13     | 4     | 1      | 8     | 263:334       | − 71  | 5             | 23               |
| 12. | Queensland Reds  | 13     | 4     | 0      | 9     | 240:320       | − 80  | 6             | 22               |
| 13. | Cats             | 13     | 2     | 1      | 10    | 220:405       | − 185 | 5             | 15               |
| 14. | Western Force    | 13     | 1     | 2      | 10    | 223:373       | − 150 | 4             | 12               |

Die Punkte werden wie folgt verteilt:
- 4 Punkte bei einem Sieg
- 2 Punkte bei einem Unentschieden
- 0 Punkte bei einer Niederlage (vor möglichen Bonuspunkten)
- 1 Bonuspunkt für vier oder mehr erfolgreiche Versuche, unabhängig vom Endstand
- 1 Bonuspunkt bei einer Niederlage mit weniger als sieben Punkten Unterschied

### Halbfinale
| 19. Mai 2006 | Hurricanes                                                                                  | 16 : 14        | NSW Waratahs                           | Westpac Stadium, Wellington Zuschauer: 34.500 Schiedsrichter: Jonathan Kaplan (Südafrika) |
| 19. Mai 2006 | Versuche: Faʻatau Erhöhungen: Holwell (1) Straftritte: Holwell (1), Gopperth (1), Weepu (1) | (13:8) Bericht | Versuche: Hewat Straftritte: Hewat (3) | Westpac Stadium, Wellington Zuschauer: 34.500 Schiedsrichter: Jonathan Kaplan (Südafrika) |

| 20. Mai 2006 | Crusaders | 35 : 15        | Bulls                                                                | Jade Stadium, Christchurch Zuschauer: 24.000 Schiedsrichter: Stuart Dickinson (Australien) |
| 20. Mai 2006 | Versuche: Gear (2), Flynn, Jack, Mauger Erhöhungen: Carter (2) Straftritte: Carter (1) Dropgoals: Carter (1) | (16:8) Bericht | Versuche: Habana, Spies Erhöhungen: Steyn (1) Straftritte: Steyn (1) | Jade Stadium, Christchurch Zuschauer: 24.000 Schiedsrichter: Stuart Dickinson (Australien) |

### Finale
| 27. Mai 2006 | Crusaders                                                                                        | 19 : 12       | Hurricanes                                                             | Jade Stadium, Christchurch Zuschauer: 36.500 Schiedsrichter: Jonathan Kaplan (Südafrika) |
| 27. Mai 2006 | Versuche: Laulala 62. erh. Erhöhungen: Carter (1/1) Straftritte: Carter (4/5) 32., 37., 46., 69. | (6:3) Bericht | Straftritte: Weepu (1/1) 14. Holwell (1/2) 44. Gopperth (1/1) 56., 70. | Jade Stadium, Christchurch Zuschauer: 36.500 Schiedsrichter: Jonathan Kaplan (Südafrika) |

| 15                 | Leon MacDonald     |
| 14                 | Rico Gear          |
| 13                 | Casey Laulala      |
| 12                 | Aaron Mauger       |
| 11                 | Scott Hamilton     |
| 10                 | Daniel Carter      |
| 09                 | Kevin Senio        |
| 08                 | Mose Tuiali’i      |
| 07                 | Richie McCaw (c)   |
| 06                 | Reuben Thorne      |
| 05                 | Ross Filipo        |
| 04                 | Chris Jack         |
| 03                 | Greg Somerville    |
| 02                 | Corey Flynn        |
| 01                 | Wyatt Crockett     |
| Auswechselspieler: |                    |
| 16                 | Tone Kopelani      |
| 17                 | Campbell Johnstone |
| 18                 | Johnny Leo’o       |
| 19                 | Tanerau Latimer    |
| 20                 | Stephen Brett      |
| 21                 | Cameron McIntyre   |
| 22                 | Caleb Ralph        |

| 15                 | Isaia Toeava        |
| 14                 | Lome Faʻatau        |
| 13                 | Ma’a Nonu           |
| 12                 | Tana Umaga          |
| 11                 | Shannon Paku        |
| 10                 | David Holwell       |
| 09                 | Piri Weepu          |
| 08                 | Rodney So’oialo (c) |
| 07                 | Chris Masoe         |
| 06                 | Jerry Collins       |
| 05                 | Jason Eaton         |
| 04                 | Paul Tito           |
| 03                 | Neemia Tialata      |
| 02                 | Andrew Hore         |
| 01                 | John Schwalger      |
| Auswechselspieler: |                     |
| 16                 | Luke Mahoney        |
| 17                 | Joe McDonnell       |
| 18                 | Luke Andrews        |
| 19                 | Thomas Waldrom      |
| 20                 | Brendan Haami       |
| 21                 | Jimmy Gopperth      |
| 22                 | Tamati Ellison      |

## Statistik

### Meiste erzielte Versuche
| Rang | Spieler           | Mannschaft    | Versuche |
| ---- | ----------------- | ------------- | -------- |
| 1    | Lome Faʻatau      | Hurricanes    | 10       |
| 2    | Stirling Mortlock | Brumbies      | 9        |
| 2    | Scott Staniforth  | Western Force | 9        |
| 4    | Rico Gear         | Crusaders     | 8        |
| 5    | Leon MacDonald    | Crusaders     | 7        |
| 5    | Sitiveni Sivivatu | Chiefs        | 7        |
| 5    | Percy Montgomery  | Sharks        | 7        |
| 5    | Cameron Shepherd  | Western Force | 7        |
| 5    | Bryan Habana      | Bulls         | 7        |

### Meiste erzielte Punkte
| Rang | Spieler           | Mannschaft    | Punkte |
| ---- | ----------------- | ------------- | ------ |
| 1.   | Daniel Carter     | Crusaders     | 221    |
| 2.   | Peter Hewat       | NSW Waratahs  | 191    |
| 3.   | Stephen Donald    | Chiefs        | 133    |
| 4.   | Stirling Mortlock | Brumbies      | 126    |
| 5.   | Cameron Shepherd  | Western Force | 118    |